# Cephalosphaera sapporoensis
Cephalosphaera sapporoensis är en tvåvingeart som beskrevs av Morakote 1990. Cephalosphaera sapporoensis ingår i släktet Cephalosphaera och familjen ögonflugor. Inga underarter finns listade i Catalogue of Life.